# Okręg Saint-Germain-en-Laye
Okręg Saint-Germain-en-Laye (fr. Arrondissement de Saint-Germain-en-Laye) – okręg w północnej Francji. Populacja wynosi 528 tysięcy.

## Podział administracyjny
W skład okręgu wchodzą następujące kantony:
- Andrésy,
- Celle-Saint-Cloud,
- Chatou,
- Conflans-Sainte-Honorine,
- Houilles,
- Maisons-Laffitte,
- Marly-le-Roi,
- Pecq,
- Poissy-Nord,
- Poissy-Sud,
- Saint-Germain-en-Laye-Nord,
- Saint-Germain-en-Laye-Sud,
- Saint-Nom-la-Bretèche,
- Sartrouville,
- Triel-sur-Seine,
- Vésinet.